# Fortitudo Pallacanestro Bologna 2008-2009
Questa voce raccoglie le informazioni riguardanti la Fortitudo Pallacanestro Bologna nelle competizioni ufficiali della stagione 2008-2009.

## Stagione
La stagione 2008-2009 della Fortitudo Pallacanestro Bologna sponsorizzata GMAC, è la 35ª nel massimo campionato italiano di pallacanestro, la Serie A.
Anche per questa stagione la Lega Basket conferma la regola riguardo al numero di giocatori extracomunitari consentiti per ogni squadra, cioè quattro.

## Roster
Aggiornato al 7 gennaio 2022.
| GMAC Fortitudo Bologna 2008-2009 | GMAC Fortitudo Bologna 2008-2009 |
| Giocatori                        | Staff tecnico                    |
| -------------------------------- | -------------------------------- |

| N. | Naz.                                     | Ruolo | Nome                 | Anno | Alt.   | Peso   |  |
| -- | ---------------------------------------- | ----- | -------------------- | ---- | ------ | ------ |  |
| 4  | Brasile (bandiera) · Italia (bandiera)   | P     | Marcelinho Huertas   | 1983 | 191 cm | 85 kg  |  |
| 5  | Stati Uniti (bandiera)                   | PG    | Jamont Gordon        | 1987 | 194 cm | 95 kg  |  |
| 6  | Italia (bandiera)                        | A     | Stefano Mancinelli   | 1983 | 203 cm | 98 kg  |  |
| 7  | Italia (bandiera)                        | C     | Alessandro Cittadini | 1979 | 207 cm | 103 kg |  |
| 8  | Italia (bandiera)                        | GA    | Matteo Malaventura   | 1978 | 196 cm | 93 kg  |  |
| 9  | Italia (bandiera)                        | P     | Davide Lamma (C)     | 1976 | 191 cm | 93 kg  |  |
| 10 | Slovenia (bandiera)                      | AC    | Uroš Slokar          | 1983 | 210 cm | 114 kg |  |
| 11 | Croazia (bandiera) · Germania (bandiera) | C     | Dalibor Bagarić      | 1980 | 216 cm | 130 kg |  |
| 12 | Stati Uniti (bandiera)                   | G     | D.J. Strawberry      | 1985 | 196 cm | 93 kg  |  |
| 14 | Stati Uniti (bandiera)                   | G     | Joseph Forte         | 1981 | 193 cm | 86 kg  |  |
| 14 | Grecia (bandiera)                        | C     | Lazaros Papadopoulos | 1980 | 210 cm | 125 kg |  |
| 15 | Slovenia (bandiera) · Italia (bandiera)  | AC    | Gregor Fučka         | 1971 | 215 cm | 98 kg  |  |
| 16 | Stati Uniti (bandiera)                   | A     | Qyntel Woods         | 1981 | 203 cm | 101 kg |  |
| 18 | Stati Uniti (bandiera)                   | G     | Alex Scales          | 1978 | 193 cm | 82 kg  |  |
| 19 | Italia (bandiera)                        | GA    | Gabriele Fin         | 1990 | 195 cm |        |  |
| 20 | Regno Unito (bandiera)                   | AC    | Kieron Achara        | 1983 | 208 cm | 108 kg |  |
| -  | Italia (bandiera)                        | C     | Jacopo Borra         | 1990 | 215 cm | 108 kg |  |
| -  | Italia (bandiera)                        | G     | Gian Andrea Fratini  | 1990 |        |        |  |
| -  | Italia (bandiera)                        | A     | Matteo Landuzzi      | 1990 |        |        |  |
| -  | Italia (bandiera)                        | P     | Matteo Montano       | 1992 | 186 cm |        |  |
| -  | Italia (bandiera)                        | P     | Giacomo Sanguinetti  | 1990 | 181 cm | 76 kg  |  |
| -  | Italia (bandiera)                        | A     | Matteo Zanata        | 1990 |        |        |  |

| Allenatore                                                                      |
| - / Dragan Šakota (fino al 10 dicembre) - Cesare Pancotto (dal 10 dicembre)     |
| Assistente/i                                                                    |
| - Federico Pasquini Legenda - (C) Capitano - (IN) Inattivo - Infortunato Roster |

## Mercato

### Sessione estiva
| Acquisti | Acquisti           | Acquisti             | Acquisti      | Acquisti |
| R.       | Nome               | da                   | Modalità      |          |
| -------- | ------------------ | -------------------- | ------------- | -------- |
| G        | Jamont Gordon      | MSU Bulldogs         | definitivo    |          |
| AC       | Kieron Achara      | Duquesne Dukes       | definitivo    |          |
| A        | Qyntel Woods       | Olympiakos           | definitivo    |          |
| AC       | Uroš Slokar        | Zenit S. Pietroburgo | definitivo    |          |
| GA       | Matteo Malaventura | Basket Napoli        | definitivo    |          |
| P        | Alessandro Piazza  | Fabriano Basket      | fine prestito |          |
| AC       | Davide Bruttini    | Orlandina            | fine prestito |          |

| Cessioni | Cessioni            | Cessioni           | Cessioni         | Cessioni |
| R.       | Nome                | a                  | Modalità         |          |
| -------- | ------------------- | ------------------ | ---------------- | -------- |
| G        | Kristaps Janičenoks | Barons Rīga        | fine contratto   |          |
| C        | James Thomas        | Erdemirspor        | prestito         |          |
| P        | Horace Jenkins      | Free agent         | fine contratto   |          |
| AP       | Óscar Torres        | Mar. de Anzoátegui | fine contratto   |          |
| AG       | Spencer Nelson      | Aris Salonicco     | fine contratto   |          |
| C        | Tomasz Kęsicki      | Crabs Rimini       | fine contratto   |          |
| G        | Dante Calabria      | Triboldi           | fine contratto   |          |
| GA       | Riccardo Cortese    | Olimpia Matera     | rinnovo prestito |          |
| AG       | Alberto Chiumenti   | Latina Basket      | fine contratto   |          |
| P        | Alessandro Piazza   | Teramo Basket      | prestito         |          |
| AC       | Davide Bruttini     | N.B. Brindisi      | fine contratto   |          |

### Dopo l'inizio della stagione
| Acquisti | Acquisti             | Acquisti        | Acquisti         | Acquisti   |
| R.       | Nome                 | da              | Data             | Modalità   |
| -------- | -------------------- | --------------- | ---------------- | ---------- |
| P        | Marcelinho Huertas   | Free agent      | 17 ottobre 2008  | definitivo |
| G        | D.J. Strawberry      | Houston Rockets | 5 novembre 2008  | definitivo |
| AC       | Gregor Fučka         | Free agent      | 25 novembre 2008 | definitivo |
| C        | Lazaros Papadopoulos | Real Madrid     | 5 dicembre 2008  | prestito   |
| G        | Alex Scales          | B.K. Kiev       | 13 marzo 2009    | definitivo |

| Cessioni | Cessioni     | Cessioni   | Cessioni         | Cessioni    |
| R.       | Nome         | a          | Data             | Modalità    |
| -------- | ------------ | ---------- | ---------------- | ----------- |
| G        | Joseph Forte | Free agent | 11 dicembre 2008 | rescissione |
| A        | Qyntel Woods | Sopot      | 27 gennaio 2009  | rescissione |

## Risultati
- Serie A:
  - stagione regolare: 15º posto su 16 squadre (10-20);
    - retrocessione in Legadue (successivo declassamento in Serie A Dilettanti a causa di pendenze economiche);
- Eurocup:
  - eliminazione al termine della fase a gironi.